# Peter Serafinowicz
Peter Szymon Serafinowicz (født 10. juli 1972 i Liverpool i England) er en britisk skuespiller, komiker, forfatter, komponist, stemme-kunstner og lejlighedsvis instruktør.
Serafinowicz debuterede som radioskuespiller i 1993 i Radio 1-serien The Knowledge, en dokumentar om musikindustrien. Han fortsatte med at lægge stemme til Radio 4-serier som Weekending, Harry Hill's Fruit Corner og Grevious Bodily Radio.
I 1997 debuterede han i tv i serien Murder Most Horrid, for at følge op med serien Comedy Nation. Men det var først med serien How Do You Want Me? han blev et kendt ansigt. Senere fulgte serier som Chambers og World of Pub.
Han optræder stadig som Simon Peggs nemesis, både som Duane Benzie i Speisa, Robin i Hippies og som Pete i Shaun of the Dead. Han er også stemmen til Darth Maul i Star Wars Episode I: Den usynlige fjende.
Sammen med Robert Popper har han skrevet, produceret, medvirket i og lavet musikken til serien Look Around You. Serien skaffede dem en BAFTA-nominering i 2002.

## Filmografi

### Film
| År   | Titel                                     | Rolle                                              | Noter                       |
| ---- | ----------------------------------------- | -------------------------------------------------- | --------------------------- |
| 1999 | Star Wars: Episode I – The Phantom Menace | Darth Maul, Battle Droids, Gungan Warrior          | Stemme                      |
| 2001 | Calcium                                   | Scientist                                          | Short film Writer, producer |
| 2003 | Hello Friend                              | Email Voice-Over                                   | Voice, short film           |
| 2004 | Shaun of the Dead                         | Pete                                               |                             |
| 2004 | The Calcium Kid                           | Dave King                                          |                             |
| 2005 | Ripley Under Ground                       | Nigel                                              |                             |
| 2006 | Sixty Six                                 | Uncle Jimmy, Mr. Reubens Sr., Football Commentator |                             |
| 2007 | Grindhouse                                | Screaming Man                                      | Fake Don't trailer          |
| 2007 | Run Fatboy Run                            | Sports Commentator                                 |                             |
| 2008 | Tales of the Riverbank                    | Various Characters                                 | Voice                       |
| 2009 | Couples Retreat                           | Sctanley                                           |                             |
| 2010 | The Best and the Brightest                | Clark                                              |                             |
| 2011 | Killing Bono                              | Hammond                                            |                             |
| 2013 | Underdogs                                 | Loco                                               | Voice                       |
| 2014 | SOS: Save Our Skins                       | Andrew                                             | Voice                       |
| 2014 | Food Club                                 | Narrator                                           | Voice, short film           |
| 2014 | Pudsey the Dog: The Movie                 | Edward the Horse                                   | Voice                       |
| 2014 | Muppets Most Wanted                       | Gulag Guard                                        | Uncredited                  |
| 2014 | Guardians of the Galaxy                   | Denarian Garthan Saal                              |                             |
| 2015 | Spy                                       | Aldo                                               |                             |
| 2016 | Sing                                      | Big Daddy                                          | Voice                       |
| 2017 | John Wick: Chapter 2                      | The Sommelier                                      |                             |
| 2017 | Going in Style                            | Murphy                                             |                             |
| 2017 | An Ordinary Man                           | Miro                                               |                             |
| 2019 | Last Christmas                            | Theatre Producer                                   |                             |
| 2020 | DC Showcase: The Phantom Stranger         | The Phantom Stranger                               | Voice, short film           |
| 2021 | Sing 2                                    | Big Daddy                                          | Voice                       |
| 2022 | The Bubble                                | Gavin                                              |                             |
| 2022 | The School for Good and Evil              | Yuba                                               |                             |
| 2022 | Aqua Teen Forever: Plantasm               | Neil, Big Neil                                     | Voice, direct-to-video      |
| 2022 | The Amazing Maurice                       | Death                                              | Voice                       |
| 2023 | Sumotherhood                              | Krzysztof                                          |                             |
| 2023 | Chicken Run: Dawn of the Nugget           | Reginald Smith                                     | Voice                       |

### Tv
| År        | Titel                                            | Rolle                                         | Noter                                                          |
| --------- | ------------------------------------------------ | --------------------------------------------- | -------------------------------------------------------------- |
| 1996      | Spitting Image                                   | Jacques Chirac                                | Voice, 6 episodes                                              |
| 1998      | Comedy Nation                                    | Various Characters                            |                                                                |
| 1998      | ITV Panto                                        | Second Henchman                               | Episode: "Jack and the Beanstalk"                              |
| 1998      | Europigeon                                       | Terry Wogan                                   | Voice, television film                                         |
| 1998      | Alexei Sayle's Merry-Go-Round                    | Narrator                                      | Voice, 6 episodes                                              |
| 1998–1999 | How Do You Want Me?                              | Dean Yardley                                  | 9 episodes                                                     |
| 1999      | The Magical Legend of the Leprechauns            | George Fitzpatrck                             | Television film                                                |
| 1999      | Murder Most Horrid                               | Tony Frost                                    | Episode: "Dinner at Tiffany's"                                 |
| 1999      | Smack the Pony                                   |                                               | 2 episodes                                                     |
| 1999      | Sermon from St. Albion's                         | Alastair Campbell                             | 1 episode                                                      |
| 1999      | Hippies                                          | Narrator, Robin                               | 2 episodes                                                     |
| 1999–2001 | Spaced                                           | Duane Benzie                                  | 3 episodes                                                     |
| 2000      | Black Books                                      | Howell Granger                                | Episode: "The Big Lock-Out"                                    |
| 2000      | The Junkies                                      | Big Al, Narrator                              | Pilot                                                          |
| 2001      | World of Pub                                     | Garry, Various Characters                     | 6 episodes                                                     |
| 2002      | I'm Alan Partridge                               | Tex                                           | Episode: "Never Say Alan Again"                                |
| 2002      | 15 Storeys High                                  |                                               | 2 episodes                                                     |
| 2002      | What a Cartoon!                                  | Butch                                         | Voice, episode: "Colin Versus the World in "Mr. Lounge Lizard" |
| 2002–2005 | Look Around You                                  | Scientist, Peter Packard                      | Creator, writer, producer                                      |
| 2003      | Little Britain                                   | Interviewer at Prime Minister's Questions     | Episode: "Biggest House of Cards"                              |
| 2003–2004 | Hardware                                         | Kenny                                         | 12 episodes                                                    |
| 2006      | Agatha Christie's Marple                         | Walter Fane                                   | Episode: "Sleeping Murder"                                     |
| 2006      | The IT Crowd                                     | Newsreader, Lift, Voice-Over                  | 3 episodes                                                     |
| 2006–2015 | South Park                                       | Various Characters                            | Voice; also creative consultant                                |
| 2007–2008 | The Peter Serafinowicz Show                      | Various Characters                            | Creator, writer, producer                                      |
| 2009      | Stewart Lee's Comedy Vehicle                     | Narrator                                      | Voice, 6 episodes                                              |
| 2010      | Whitechapel                                      | DCI Torbin Cazenove                           | 3 episodes                                                     |
| 2010      | Driver Dan's Story Train                         | Driver Dan                                    | Voice, 103 episodes                                            |
| 2010–2011 | Running Wilde                                    | Fa'ad Shaoulian                               | 13 episodes                                                    |
| 2011      | This is Jinsy                                    | Eric Dunt                                     | Episode: "Cupboards"                                           |
| 2011      | Funny or Die Presents                            | Puppet                                        | Voice, episode: "The Terrys"                                   |
| 2011–2013 | Archer                                           | George Spelvin, Benoit, James Mason           | Voice, 3 episodes                                              |
| 2011–2013 | NTSF:SD:SUV::                                    | S.A.M., Sagan                                 | 21 episodes                                                    |
| 2012      | The Increasingly Poor Decisions of Todd Margaret | Tito the Cycling Lawyer                       | 1 episode                                                      |
| 2012      | The Secret Policeman's Ball 2012                 | Paul McCartney                                | Special                                                        |
| 2012      | Watson & Oliver                                  | Various                                       | 2 episodes                                                     |
| 2012      | Bad Sugar                                        | Rolph Cauldwell                               | Pilot                                                          |
| 2012      | Childrens Hospital                               | Michael Caine                                 | Voice, episode: "British Hospital"                             |
| 2012      | American Dad!                                    | Goran the Mutilator                           | Voice, episode: "Killer Vacation"                              |
| 2013      | It's Kevin                                       | Bill Grundy                                   | 1 episode                                                      |
| 2013      | Fit                                              | Brian Butterfield                             | 13 episodes                                                    |
| 2013      | Playhouse Presents                               | Roger                                         | Episode: "Hey Diddly Dee"                                      |
| 2013      | Father Figure                                    | Karl                                          | Episode: "Chin Chin"                                           |
| 2013      | Anatole's Island                                 | Narrator                                      | Voice, television film                                         |
| 2013–2015 | Axe Cop                                          | Various Characters                            | Voice, 8 episodes                                              |
| 2013–2015 | Parks and Recreation                             | Edgar Covington                               | 3 episodes                                                     |
| 2014      | Mr. Sloane                                       | Ross                                          | 6 episodes                                                     |
| 2014      | The Britishes                                    | Lord British                                  | 4 episodes                                                     |
| 2014      | Adventure Time                                   | Lumpy Space Prince                            | Voice, episode: "The Prince Who Wanted Everything"             |
| 2014      | Gravity Falls                                    | Blind Ivan                                    | Voice, episode: "Society of the Blind Eye"                     |
| 2015      | Moonbeam City                                    | Nocturne von Groff                            | Voice, episode: "The Strike Visualizer Strikes Again"          |
| 2015      | Doctor Who                                       | Fisher King                                   | Voice, episode: "Before the Flood"                             |
| 2015      | Hunt the Truth                                   | Black Box                                     | 6 episodes                                                     |
| 2015      | Long Live the Royals                             | Frederick, Demonic Hare                       | Voice, 3 episodes                                              |
| 2015–2016 | The Adventures of OG Sherlock Kush               | OG Sherlock Kush                              | Voice, 20 episodes                                             |
| 2015–2016 | TripTank                                         | Various Characters                            | Voice, 5 episodes                                              |
| 2016–2019 | The Tick                                         | The Tick                                      | Also producer                                                  |
| 2017      | At Home with Amy Sedaris                         | Turtleneck Man                                | Episode: "Making Love"                                         |
| 2017      | Mickey and the Roadster Racers                   | Agent Chauncey Chips, Dr. Waddleton Crutchley | Voice, 2 episodes                                              |
| 2017      | People of Earth                                  | Eric the Cube                                 | Voice, 8 episodes                                              |
| 2017      | Rick and Morty                                   | Agency Director Pavel Bartek                  | Voice, episode: "Pickle Rick"                                  |
| 2017      | Neo Yokio                                        | Various Characters                            | Voice, 6 episodes                                              |
| 2018      | The Simpsons                                     | Corporate CEO                                 | Voice, episode: "Krusty the Clown"                             |
| 2019      | Bob's Burgers                                    | Scottjohn Dansteve                            | Voice, episode: "Bed, Bob & Beyond"                            |
| 2019      | His Dark Materials                               | Iofur Raknison                                | Voice, 2 episodes                                              |
| 2020      | Miracle Workers                                  | King Cragnoor                                 |                                                                |
| 2020      | Sassy Justice                                    | Fred Sassy                                    | Voice                                                          |
| 2023      | White House Plumbers                             | William F. Buckley Jr.                        |                                                                |
| 2023      | Rick and Morty                                   | Oxygen-S / 8 / Infinity                       | Voice, episode "Rise of the Numbericons: The Movie"            |
| 2023      | What If...?                                      | Garthan Saal                                  | Voice, episode "What If... Nebula Joined the Nova Corps?"      |
| 2024      | The Gentlemen                                    | Tommy Dixon                                   | 2 episodes                                                     |

### Computerspil
| År   | Titel                          | Stemmerolle                                      | Notes |
| ---- | ------------------------------ | ------------------------------------------------ | ----- |
| 2001 | Z: Steel Soldiers              | Lassar                                           |       |
| 2003 | Warhammer 40,000: Fire Warrior | Space Marine Captain Ardius                      |       |
| 2013 | Lego City Undercover           | Forrest Blackwell, Cornelius Burns, Jethro Hayes |       |
| 2014 | Dark Souls II                  | Mild-Mannered Pate                               |       |
| 2014 | LittleBigPlanet 3              | Dr. Maxim, El Jeff, Papal Mâché                  |       |
| 2016 | Deus Ex: Mankind Divided       | Duncan MacReady                                  |       |
| 2017 | Lego Worlds                    | Narrator                                         |       |
| 2017 | Lego Dimensions                | Cornelius Burns, Forrest Blackwell, Jethro Hayes |       |
| 2017 | Lego Marvel Super Heroes 2     | Kang the Conqueror                               |       |